# Kasteel Hohenstaufen

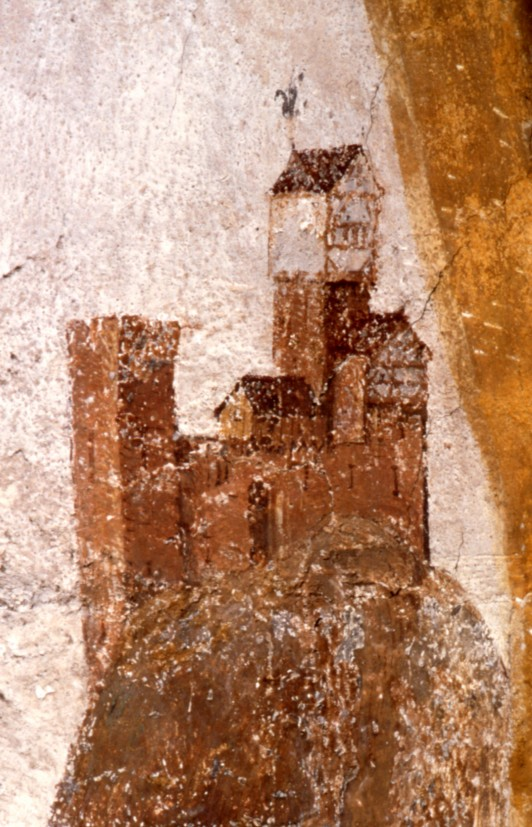
Fresco in de kerk Oberhofen, Göppingen, ca. 1470

Kasteel Hohenstaufen is een kasteelruïne in Göppingen in Baden-Württemberg, Duitsland.
Het werd in de 11e eeuw gebouwd op een kegelvormige heuvel tussen de rivieren Rems en Fils (zijrivieren van de Neckar) in wat toen het hertogdom Zwaben was. Het was de zetel van de Staufen (Hohenstaufen) dynastie, de hertogen van Swabia voor de periode 1079-1268, met drie keizers van het Heilige Roomse Rijk van 1155-1250. Het kasteel werd verwoest tijdens de Duitse Boerenoorlog van 1525.
Kasteel Hohenstaufen ligt op de berg Hohenstaufen, 684 meter boven het zeeniveau. Het woord Stauf betekent beker of kop en verwijst naar de kegelvormige heuvel.

## Middeleeuwen
Kasteel Hohenstaufen was rond 1070 gebouwd door Frederik I van Zwaben (ca. 1050-1105), als een burcht om zijn familiebelangen in de omgeving veilig te stellen.
Tot de 13e eeuw was het kasteel in het bezit van de keizerlijke en koninklijke familie, de Hohenstaufen dynastie. Keizer Frederik Barbarossa verbleef er in 1181. Na de val van de Hohenstaufen in 1268, kwam het kasteel in het bezit van de Habsburgse koning Rudolf I van Duitsland. Er werd voortdurend om gestreden door de graven van Württemberg en de Roomskeizer. In 1372 kwam de burcht in handen van het huis Württemberg.
Hertog Ulrich van Württemberg werd door de Unie van Zwaben in 1519 verdreven en Georg Staufer werd eigenaar. Daarom was er slechts een kleine troepenmacht om het kasteel in 1525 tijdens de Duitse Boerenoorlog te beschermen en werd kasteel Hohenstaufen door boeren verwoest.

## Na 1736
Na de verwoesting van 1525 werden de muren geleidelijk ontmanteld tot ze in 1736 finaal met de grond gelijk werden gemaakt.
In de jaren dertig van de 20e eeuw en van 1967 tot 1971 werden de muren van de fundering opnieuw ontdekt.